# Târgu Mureș
Târgu Mureș (výslovnost tyrgu mureš, dříve psáno také Tîrgu Mureș, maďarsky Marosvásárhely, německy Neumarkt am Mieresch) je město v Rumunsku. Leží na severu centrální oblasti země v Sedmihradsku a je hlavním městem župy (județu) Mureș. Žije zde přibližně 116 tisíc obyvatel, převážně maďarské a rumunské národnosti.

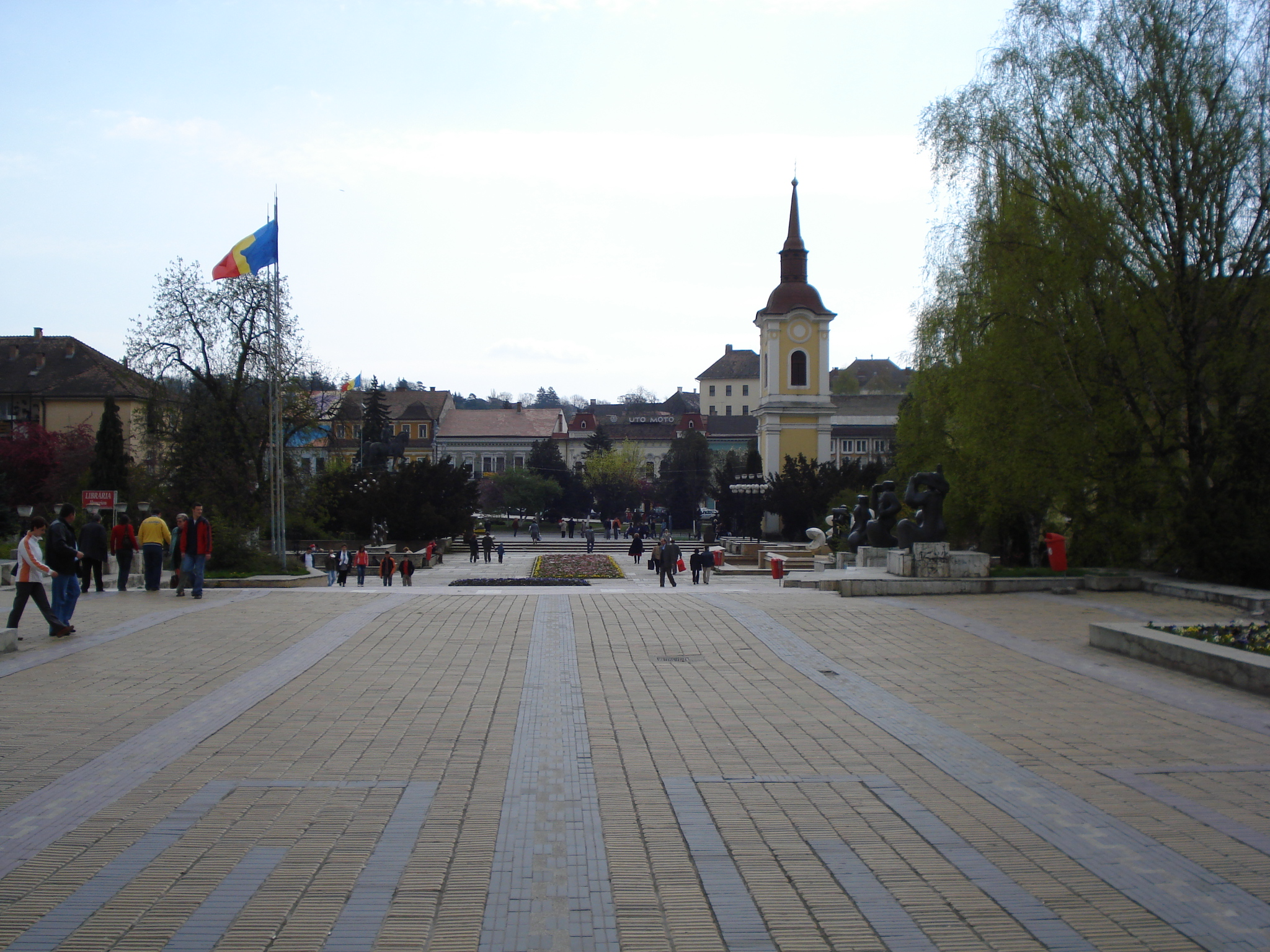
Pohled od divadla Piața Teatrului

## Historie
Město je poprvé zmíněno v roce 1332 v papežském záznamu jako Novum Forum Siculorum. V roce 1405 již získalo od uherského a římského krále Zikmunda Lucemburského právo konat trhy, o dalších 80 let později bylo dalším králem Matyášem Korvínem  povýšeno na královskou osadu. Tehdy ještě neslo název Székelyvásárhely, ten se později ale změnil na Marosvásárhely, podle řeky Mureș (maďarsky Maros), která tudy protéká. Rumunský název Târgu Mureș je doslovným překladem své maďarské varianty (Târg i Vásárhely znamená v obou jazycích trh). Rozkvět města přišel ale až v polovině 18. století, Târgu Mureș se stalo sídlem nejvyššího soudu Sedmihradska. Tehdy se sem stěhovaly další instituce státu a za nimi i noví obyvatelé.

### Meziválečné období
Po první světové válce vítězné mocnosti v rámci Trianonské smlouvy jednostranně stanovily nové hranice Maďarska. Historicky maďarské město spolu s celým Sedmihradskem  připadlo Rumunsku. Název města se opět změnil, tentokrát zněl Oșorheiu. Spolu s novou politickou správou a vojskem do města přišlo mnoho pravoslavných Rumunů z druhé strany Karpat. Do té doby bylo většinovým náboženstvím etnických Rumunů Uniatství.
V meziválečném období probíhal velký ekonomický růst a rozvoj, ten však skončil druhou světovou válkou. Maloměsto se změnilo v dynamické průmyslové město, byla rozestavěna nová radnice a zvýšil se podíl Rumunů na celkovém počtu obyvatel.

### Druhá světová válka
Nadcházející válka ale vše změnila. V důsledku Vídeňské arbitráže se Sedmihradsko opět vrátilo fašistickému Maďarsku, ekonomický potenciál rychle vyčerpaly deportace veškerého rasově „nečistého“ obyvatelstva a nastolení diktatury. Osvobození přišlo až v roce 1944, byla znovuustanovena rumunská správa.

### Poválečné období
Nedlouho po ukončení posledních výstřelů války se moci v celé zemi ujali komunisté a zahájili program masivní industrializace města. To se během následujících let stalo skutečně společenským a ekonomickým centrem celého regionu. Nakrátko se Târgu Mureș stal v letech 1952–1968 hlavním městem Maďarské autonomní oblasti. Poté byla autonomie Maďarům zrušena.
V březnu roku 1990, krátce po revoluci, která svrhla diktátora Nicolae Ceaușescu, v centru města došlo k násilnostem mezi etnickými Maďary a Rumuny. Výsledkem střetu bylo pět mrtvých a stovky zraněných. Policie byla následně kritizována za nečinnost. Konflikt eskaloval několik hodin a policie obdržela několik volání o pomoc.

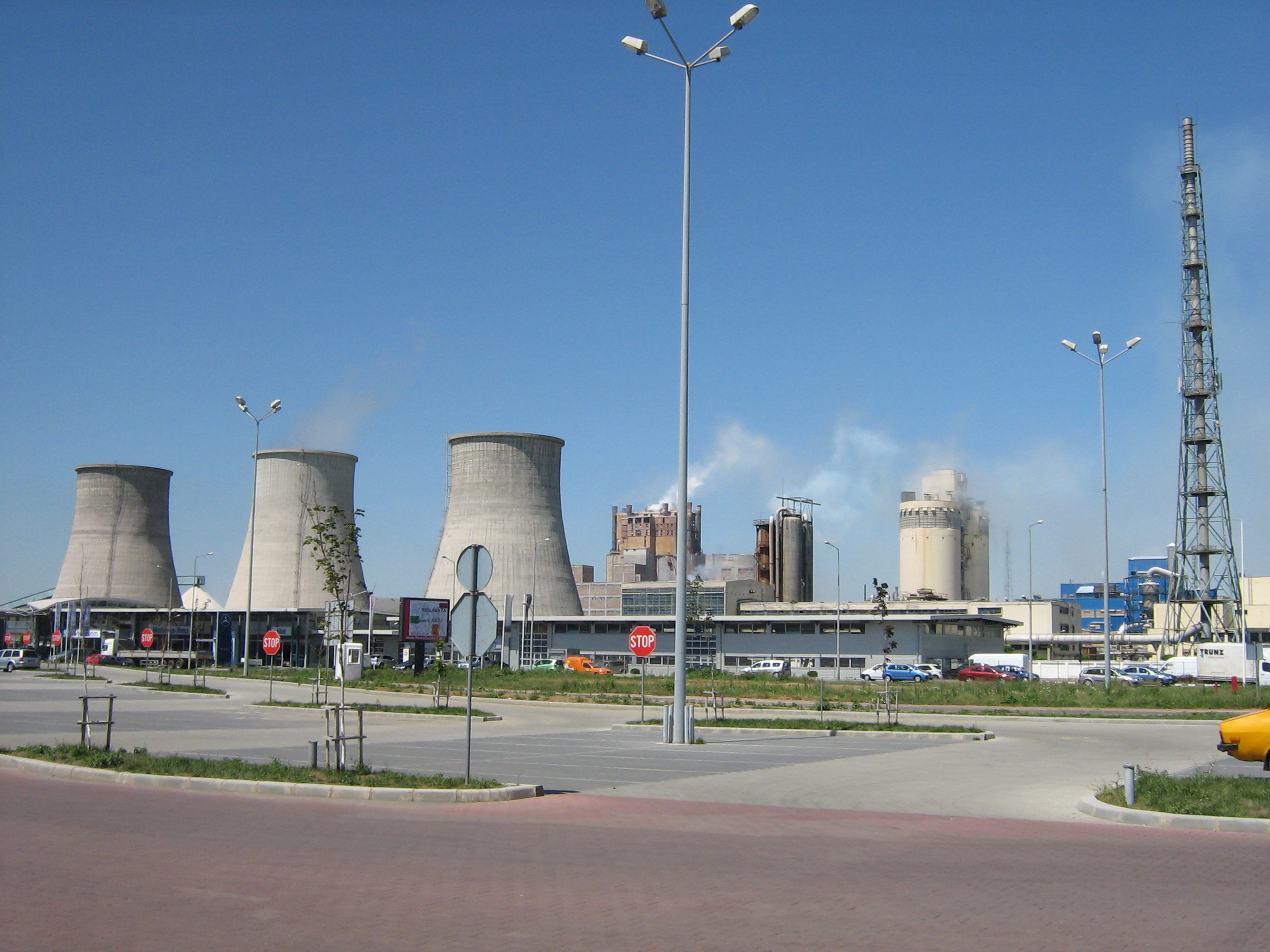
Kombinát Azomureš

### Technický rozvoj
Mohutným impulzem pro rozvoj města se stala železnice, která do Târgu Mureș dorazila roku 1870. Do konce století byla postavena ropná rafinérie (při ústupu před Rudou armádou ji Němci v září 1944 zapálili a už nebyla obnovena), po zregulování řeky Mureșe a postavení elektrárny bylo město elektrizováno. Už předtím zde však stával, dnes zaniklý, pivovar, který postupně dosahoval výstavu až 160 000 hl/rok.
Od roku 1962 se hlavním průmyslovým závodem stal chemický kombinát Azomureš, produkující průmyslová hnojiva. Závod poskytuje pracovní přímé i nepřímě příležitosti pro značnou část obyvatelstva, na druhé straně není zanedbatelná ani ekologická zátěž, kterou způsobuje.

## Obyvatelstvo

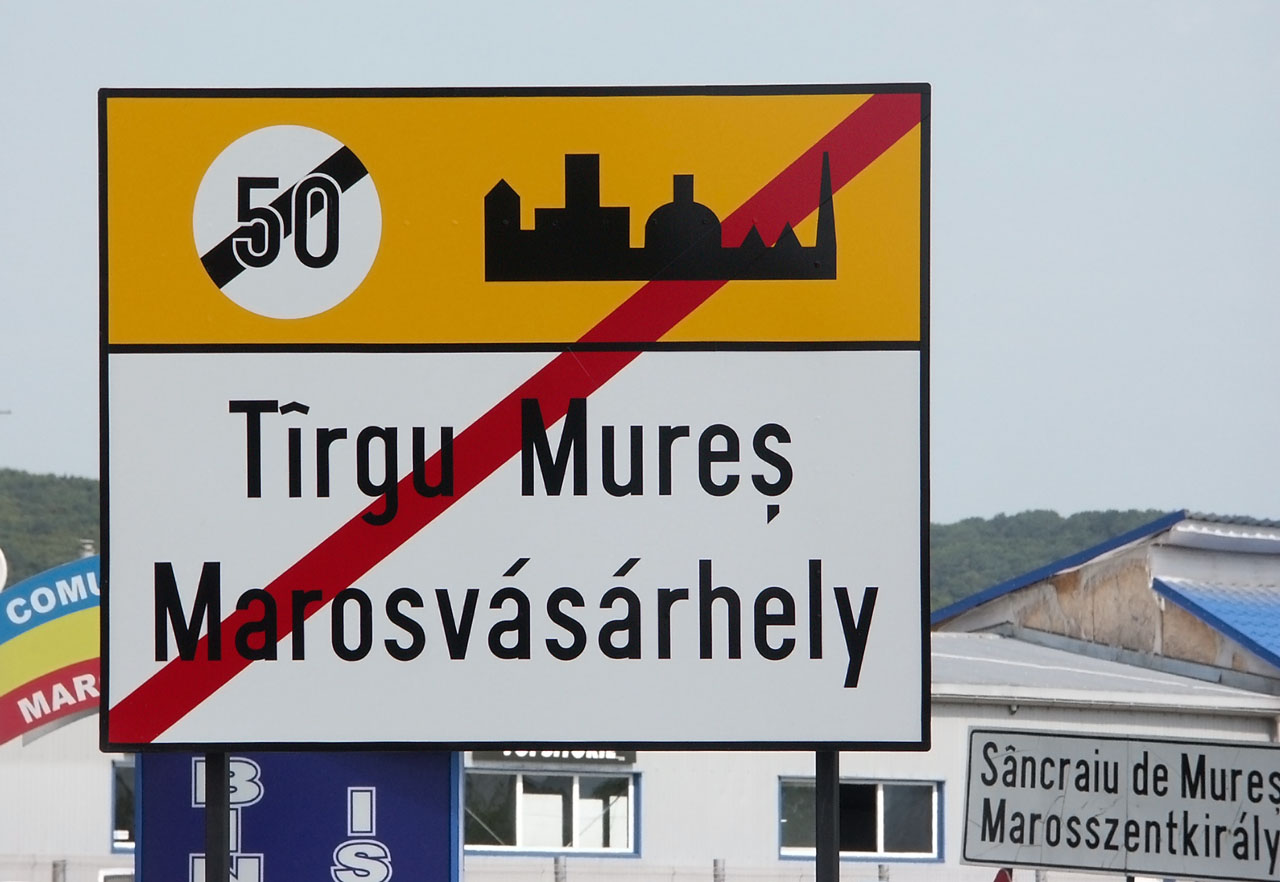
Dvojjazyčné nápisy

### Národnostní složení
Život ve městě je ovlivněn národnostně nehomogenním složením obyvatelstva. Až do první světové války představovali etničtí Maďaři ve městě i v celém Sikulsku hlavní složku obyvatelstva. Nejen co do počtu, ale i co se týká společenského postavení. Nejvýznamnější minority byli Rumuni a Židé, každá představovala asi 10% podíl na celkovém počtu obyvatelstva.
Poté, co bylo Sedmihradsko připojeno k Rumunsku se národnostní složení začalo měnit ve prospěch Rumunů. Židovská menšina utrpěla během druhé světové války obrovské ztráty. Po válce obdrželi Maďaři na krátký čas formální autonomii. Později byla zrušena a tak se stalo, že krátce po pádu Ceaušescova režimu se Maďaři opět začali domáhat uznání menšinových práv (dvojjazyčné nápisy, maďarské školy, maďarština jako druhý úřední jazyk na místních úřadech).
Přestože část z národnostních práv Maďaři nakonec získali, ve společnosti je národnostní otázka stále živá.

### Kultura
V moderní budově na náměstí působí stálá scéna Národního divadla, v Kulturním paláci jsou v malém a velkém sále pořádány kulturní akce. V téže budově se nachází i expozice galerie výtvarného umění. Kromě současných knihoven najdeme ve městě i více než dvě století starou Telekiho knihovnu. Ve městě vychází řada novin, působí zde lokální rozhlasové stanice a televize. Dlouhá léta zde byl pořádán Peninsula / Félsziget Festival, největší rumunský hudební festival.

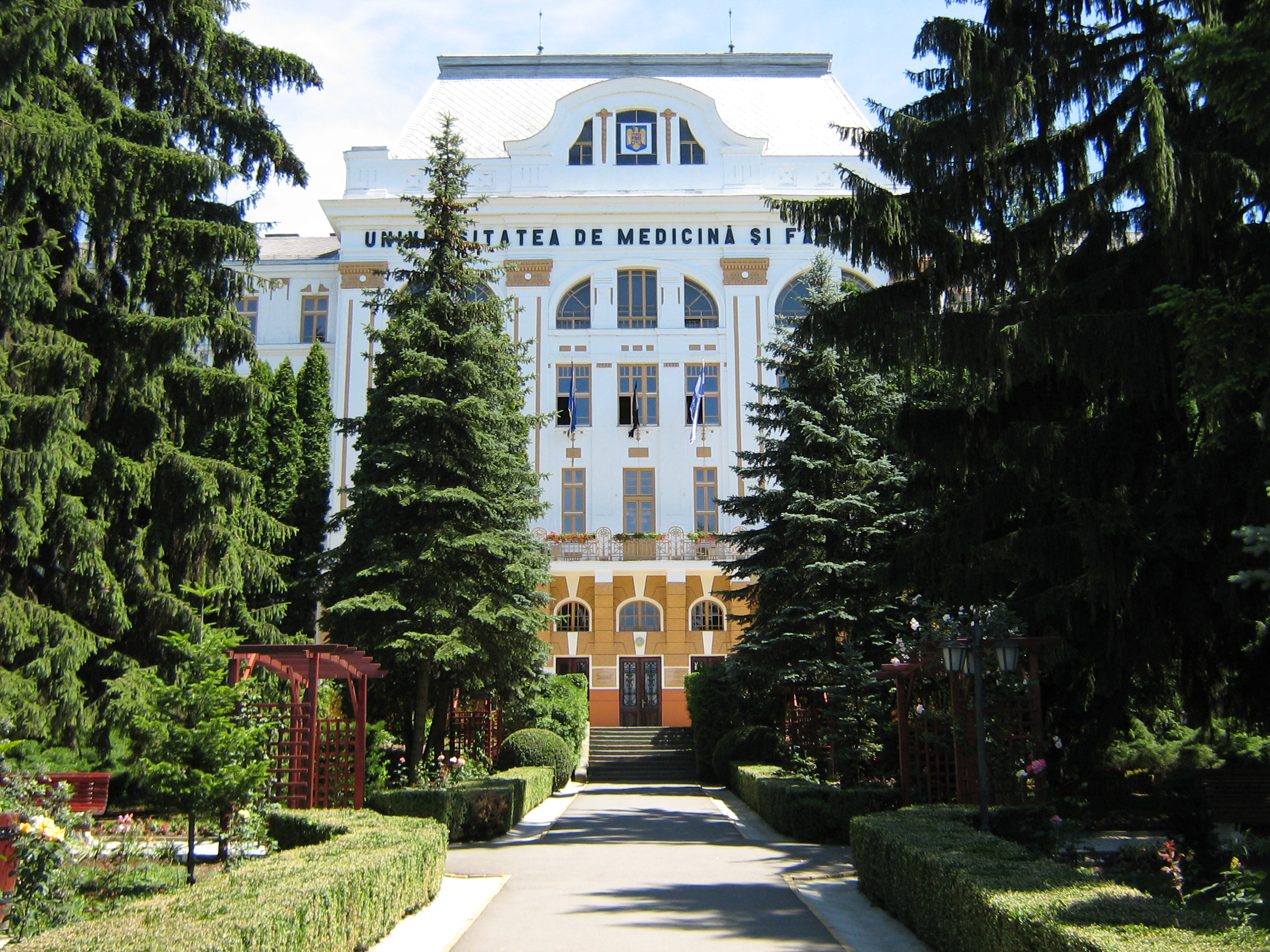
Lékařská a farmaceutická univerzita

### Školství
Školství má v městě dlouholetou tradici. V době na přelomu 20. století, kdy město mělo kolem 20 tis. obyvatel, navštěvovalo místní školy 4 tis. studentů. Proto bývalo nazýváno městem škol. Dnes jsou nejvýznamnějšími školami Lékařská a farmaceutická univerzita, technická Univerzita Petru Maiora, Umělecká akademie a maďarská Univerzita Sapientia. Prvně jmenovaná univerzita sídlí v areálu bývalé kadetky (z r. 1908) a do Târgu Mureșe byla přesunuta z Kluže, po národnostních sporech s univerzitou v Sibiu.

## Pamětihodnosti

### Hlavní náměstí

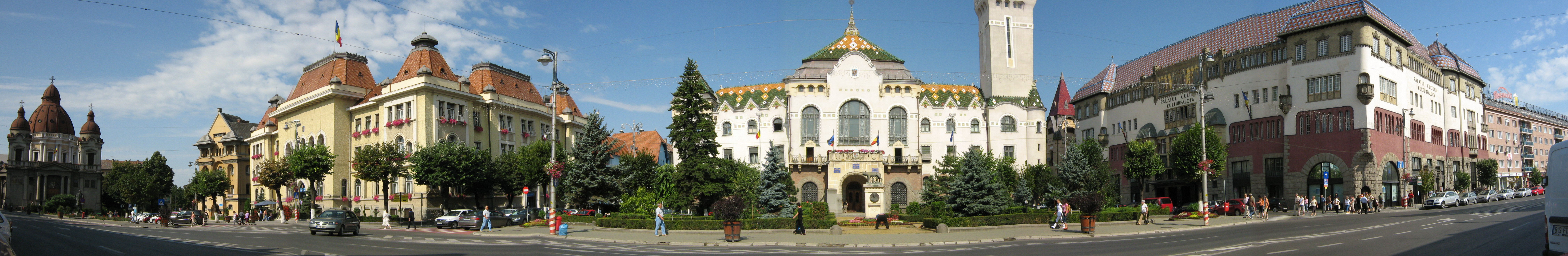
Malá katedrála - Prefektura - Stará radnice - Palác kultury

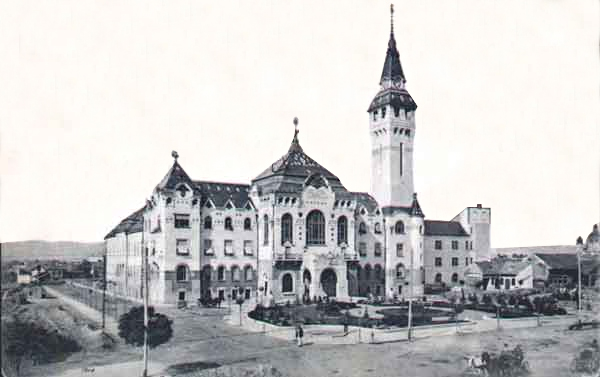
Novostavba staré radnice 1911

- Malá katedrála byla postavena na nejnižším konci náměstí v meziválečném období (1926-36) z darů věřících Řeckokatolíků s příspěvkem Vatikánu. Svým způsobem se jedná o zmenšeninu vatikánské baziliky sv. Petra. Po válce byla uniatská církev zrušena a věřící převedeni "zpět" k pravoslaví. Přestože bylo v devadesátých letech uniatství obnoveno, malá katedrála Zvěstování panny Marie zůstala pravoslavná.
- Prefektura byla rozestavěna v meziválečném období a měla reprezentovat rumunskou architektonickou tradici. Po vídeňské arbitráži, v roce 1940, byly rumunizující prvky z projektu odstraněny a stavba dokončena roku 1942. O mnoho let později, při stavební rekonstrukci tam byly rumunské architektonické odkazy zčásti vráceny.
- Stará radnice byla postavena v letech 1906–1907 jako mimořádně reprezentativní a nákladná stavba. Většinou bývá zařazována jako secesní stavba s mnoha dalšími inspirativními prvky (maďarské tradice, gotika). Věž původně sloužila pro hasiče, přístupná pro veřejnost není (2015).
- Palác kultury je další velmi reprezentativní a honosná secesní stavba, bohatě dekorovaná, postavená 1911-1913. Zahrnuje v sobě mj. vstupní zrcadlový sál, sál zdobený vitrážovými okny, malý a velký koncertní sál a výtvarnou galerii.
- Národní divadlo je moderní stavba stojící v prostoru bývalé františkánské zahrady. Aby se otevřel přístup z náměstí, dohodlo se tehdejší vedení města s katolickou církví na zboření kostela (1972) výměnou za postavení jiného na předměstí, kde církev žádné chrámy neměla. Z františkánského kostela byla ponechána pouze věž.
- Velká katedrála

Po připojení Sedmihradska k Rumunsku přišlo do města mnoho úředníků a vojáků, většinou pravoslavných, zpoza Karpat. Jak bylo v habsburské monarchii obvyklé, byly původní pravoslavné církve převedeny pod správu Říma, a pravoslaví zde kostely nemělo. Proto byla v letech 1925–1934 na horním konci náměstí postavena velká pravoslavná katedrála Nanebevstoupení Páně. Uvnitř je vyzdobena nástěnnými malbami o celkové ploše asi 6 500 m², jejichž vytvoření trvalo 16 let (1970–1986) a byly tvořeny pod vedením špičkového rumunského malíře a restaurátora Nicolae Stoicy.

### Tvrz
Nedaleko horního konce náměstí stojí opevněná tvrz, původně františkánský klášter, nejstarší část města. První písemná zmínka pochází z roku 1330. V průběhu reformace, během dvou desetiletí, ve městě prakticky zaniklo katolictví a od roku 1557 dodnes je původní františkánský kostel v rukou protestantů. Tvrz má zrekonstruované hradby a další práce probíhají uvnitř (2015).

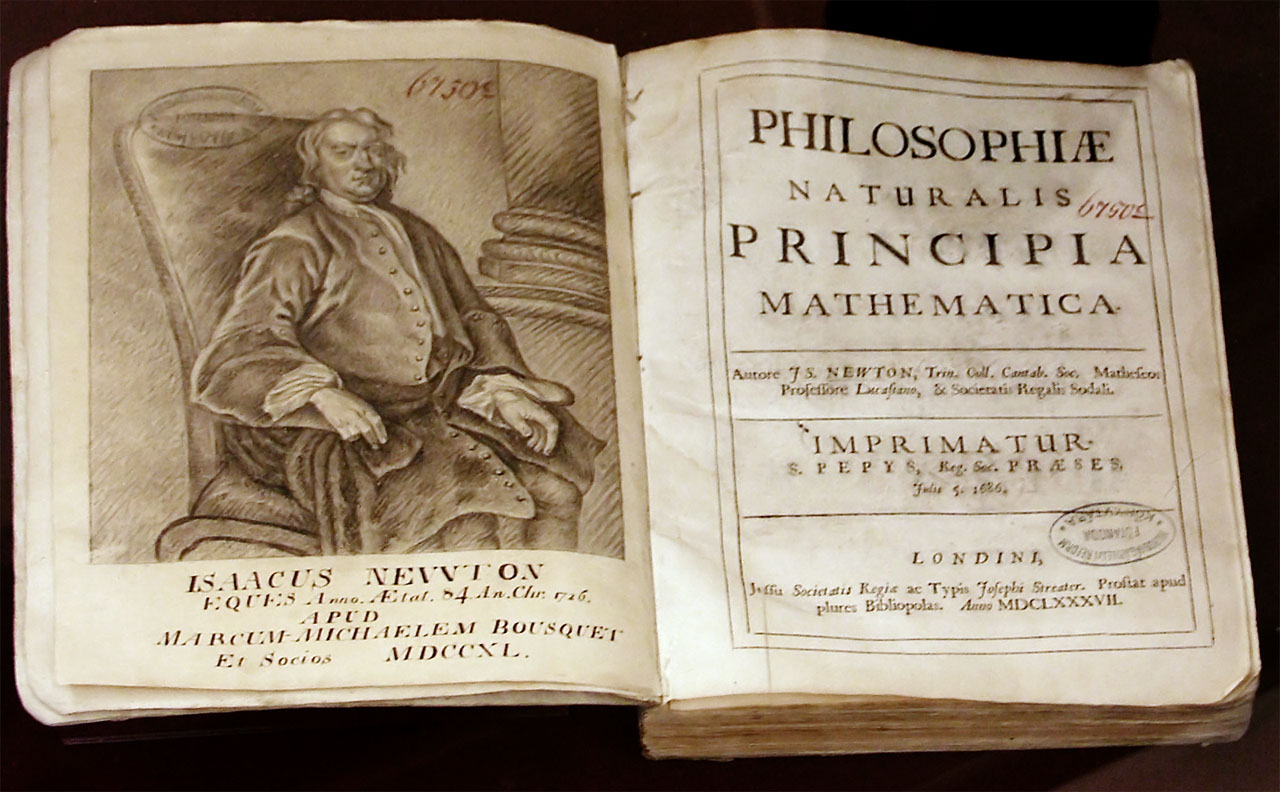
Newtonovy Principia v Telekiho knihovně

### Telekiho knihovna
Barokní stavba knihovny vznikla roku 1802. Hrabě Teleki shromáždil sbírku asi 40 tis. knih a rozhodl se je zpřístupnit veřejnosti. Jsou zde i knihy tištěné před rokem 1600, ručně malovaný atlas, nebo první vydání Newtonových Principií. Od svého otevření až dodnes funguje jako bezplatně veřejně přístupná.

### Synagoga
Několik set metrů od náměstí, na ulici Aurel Filimon, stojí velká synagoga z roku 1900. Je to jedna z nejhodnotnějších synagog Rumunska.

### Pamětihodnosti v okolí

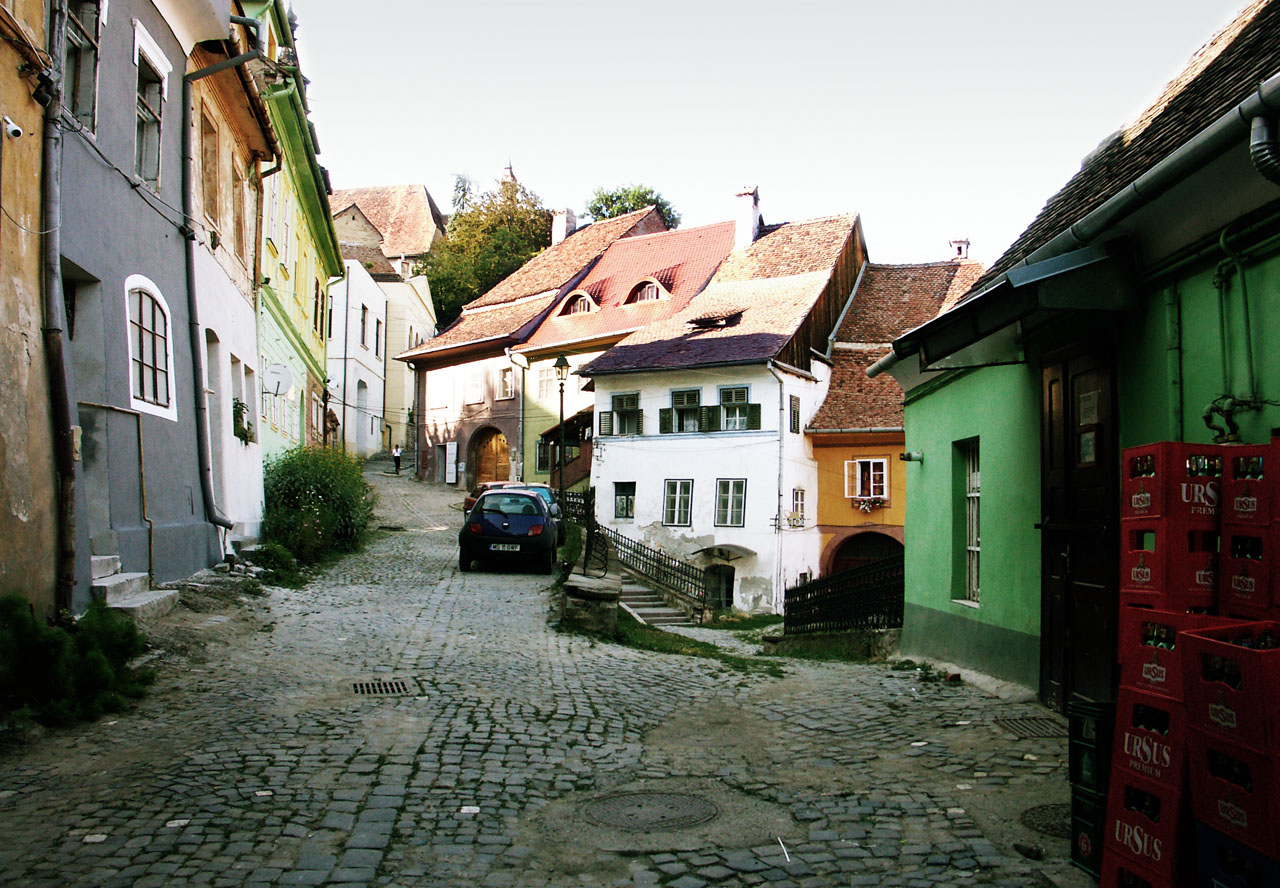
Ulička v Sighisoaře

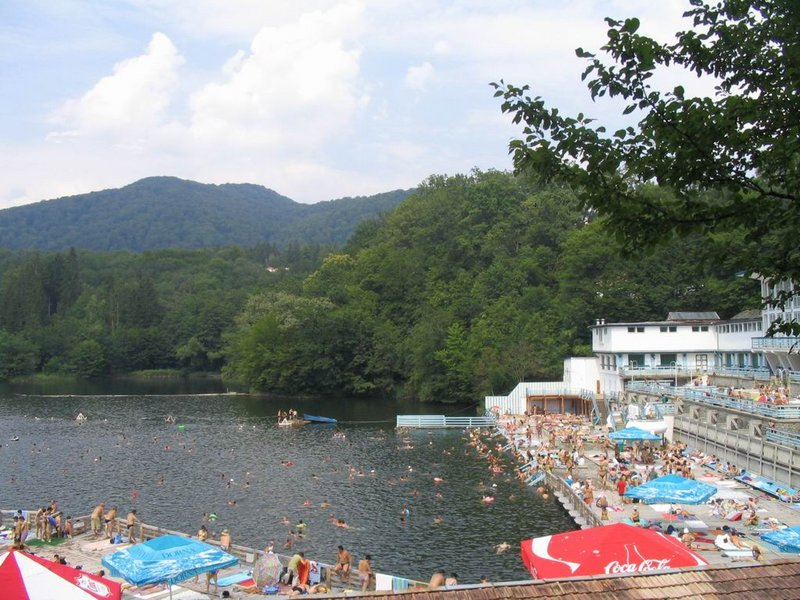
Heliotermální Medvědí jezero

- Asi 50 km jižně od města leží starobylé město Sighișoara.
- Termální jezera Sovata – Asi 40 km východně od města se nachází evropský unikát – heliotermální přírodní jezera v Sovatě. Teplota vody narůstá s hloubkou a voda je ohřívána slunečními paprsky. U dna je velmi vysoká salinita (až 300g/l NaCl), na hladině se rozlévá sladká voda z potůčků. I když se voda v hloubce ohřeje, je stále těžší a nemůže stoupat k povrchu, aby se ochladila.
- Několik kilometrů od jezer se v obci Praid nacházejí vytěžené solné doly. Doly jsou otevřeny pro veřejnost. Jsou zde velké sály, kde je možno sportovat nebo odpočívat, případně zajít do restaurace nebo kina. V jiných prostorech se léčí pacienti s dýchacími potížemi.